# Thièvres, Pas-de-Calais
Thièvres là một xã ở tỉnh Pas-de-Calais, vùng Hauts-de-France của Pháp.

## Địa lý
Thièvres tọa lạc 22 dặm (35,4 km) về phía tây nam của Arras, tại giao lộ của các tuyến đường D1 và D176.

## Dân số
| 1962                                                         | 1968 | 1975 | 1982 | 1990 | 1999 | 2006 |
| ------------------------------------------------------------ | ---- | ---- | ---- | ---- | ---- | ---- |
| 125                                                          | 127  | 106  | 95   | 127  | 132  | 123  |
| Số liệu điều tra dân số từ năm 1962: Dân số không tính trùng |      |      |      |      |      |      |

## Địa điểm nổi bật
- Nhà thờ St.Pierre, thế kỷ 19.
- Cây cầu thế kỷ 19 bắc qua sông Authie.